# 1988 في أستراليا
فيما يلي قوائم الأحداث التي وقعت خلال عام 1988 في أستراليا.

## سياسة

### تعيين في المنصب
- 19 مارس – دون فريزر عضو الجمعية التشريعية نيو ساوث ويلز.
- 1 أكتوبر – جوان كيرنير عضو الجمعية التشريعية فيكتوريا.

### انتهاء فترة المنصب
- 1 يناير – أليكس أورد Lord Mayor of Melbourne ‏.
- 30 سبتمبر – جوان كيرنير عضو المجلس التشريعي الفيكتوري.

## رياضة
- 1 يناير – أستراليا المفتوحة 1988
- 13 نوفمبر – جائزة أستراليا الكبرى 1988 الفائز ألن بروست.

## موسيقى

### ألبومات
من الألبومات التي صدرت هذه السنة في أستراليا:
- 4 يوليو – كايلي من غناء كايلي مينوغ.

## كتب
من الكتب التي صدرت هذه السنة في أستراليا:
- 1 يناير – رواية أوسكار ولوسيندا من تأليف بيتر كاري.

## مواليد

### يناير
- 1 يناير – كورتني برنيت موسيقية أسترالية.
- 11 يناير – كاميرون ماير دراج أسترالي.
- 20 يناير – كارلي مكولوتش درّاجة طريق أسترالية.
- 27 يناير – أليس بورديو عارضة أسترالية.

### فبراير
- 15 فبراير – تيم منا لاعب دوري رغبي أسترالي.
- 26 فبراير – ديفيد وليامز لاعب كرة قدم أسترالي.
- 27 فبراير – إيان رمزي لاعب كرة قدم أسترالي.

### مارس
- 3 مارس – بيلا هيثكوت ممثلة أسترالية.
- 5 مارس – بالافي شاردا ممثلة هندية.
- 16 مارس – سكوت سندرلاند

### أبريل
- 3 أبريل – بول فليمينغ ملاكم أسترالي.
- 3 أبريل – دانيال جونسون لاعب كرة سلة أسترالي.
- 8 أبريل – لويلا توملينسون لاعبة كرة سلة أسترالية.
- 26 أبريل – دانيال جاكسون لاعب كرة سلة أسترالي.

### مايو
- 7 مايو – ناثان برنز
- 12 مايو – بشار حولي لاعب كرة قدم أسترالي.
- 15 مايو – جيسيكا فالخولت ممثلة أسترالية.
- 26 مايو – داني ستيفنس منافِسة أوليمبية أسترالية.

### يونيو
- 3 يونيو – جيسون تريفيرو لاعب كرة قدم أسترالي.
- 11 يونيو – كلير هولت
- 17 يونيو – أندرو أوجلفي لاعب كرة سلة أسترالي.
- 17 يونيو – ستيفاني رايس سباحة أسترالية.
- 27 يونيو – ماثيو سبيرانوفيتش لاعب كرة قدم أسترالي.

### يوليو
- 3 يوليو – جيمس ترويسي لاعب كرة قدم أسترالي.
- 8 يوليو – راشيل فينش
- 14 يوليو – ريس وليامز لاعب كرة قدم أسترالي.
- 25 يوليو – جون بييرز لاعب كرة مضرب أسترالي.

### أغسطس
- 4 أغسطس – ميا موراي لاعبة كرة سلة أسترالية.
- 11 أغسطس – باتي ميلز لاعب كرة سلة أسترالي.
- 22 أغسطس – ميتشل لانغيراك لاعب كرة قدم أسترالي.

### سبتمبر
- 11 سبتمبر – مايكل زولو لاعب كرة قدم أسترالي.
- 12 سبتمبر – جيسيكا قهواتي عارضة أسترالية.
- 20 سبتمبر – جوستين هنت لاعب دوري رغبي أسترالي.

### أكتوبر
- 5 أكتوبر – روبي كروز لاعب كرة قدم أسترالي.
- 7 أكتوبر – دان إليس درّاج طريق أسترالي.
- 13 أكتوبر – سكوت جيمسون لاعب كرة قدم أسترالي.
- 18 أكتوبر – كريس سيدار لاعب كرة سلة أسترالي.
- 24 أكتوبر – كريس غولدينغ لاعب كرة سلة أسترالي.

### نوفمبر
- 3 نوفمبر – أنغوس ماكلارين ممثل أسترالي.
- 29 نوفمبر – آبي بيشوب لاعبة كرة سلة أسترالية.
- 30 نوفمبر – فيليب هيوز لاعب كركيت أسترالي.

### ديسمبر
- 3 ديسمبر – جوليا موريارتي لاعبة كرة مضرب أيرلندية.
- 7 ديسمبر – إيميلي براوننغ

## وفيات

### أغسطس
- 17 أغسطس – فيكتوريا شو (مواليد 1935) ممثلة أسترالية.